# Кузьминцы (Хмельницкий район)
Кузьминцы (укр. Кузьминці) — село в Хмельницком районе Хмельницкой области Украины.
Население по переписи 2001 года составляло 432 человека. Почтовый индекс — 30622. Телефонный код — 3844. Занимает площадь 1,707 км². Код КОАТУУ — 6824786003.

## Местная власть
30602, Хмельницкая обл., Хмельницкий р-н, пгт Теофиполь, ул. Небесной Сотни, 19

## Галерея
- Церковь в селе
- Фермерское хозяйство
- Памятник погибшим воинам